# Lobophytum varium
Lobophytum varium är en korallart som beskrevs av Tixier-Durivault 1970. Lobophytum varium ingår i släktet Lobophytum och familjen läderkoraller. Inga underarter finns listade i Catalogue of Life.